# Quercus andegavensis
Quercus andegavensis är en bokväxtart som beskrevs av Félix Charles Hy. Quercus andegavensis ingår i släktet ekar, och familjen bokväxter. Inga underarter finns listade.